# Exetastes calobatus
Exetastes calobatus là một loài tò vò trong họ Ichneumonidae.